# Lockenköpfchen – Die Chronik des Wilfried S. oder Wie manipuliert man die Wirklichkeit?
Lockenköpfchen – Die Chronik des Wilfried S. oder Wie manipuliert man die Wirklichkeit? (Alternativtitel: Der kahle Sänger) ist ein deutscher Spielfilm des Regisseurs Ulrich Schamoni aus dem Jahr 1966 mit Wilfried Schütt in der Hauptrolle. Das Drehbuch hatte der Regisseur selbst zusammen mit Michael Lentz verfasst. Der Streifen hat lediglich eine Spieldauer von 13 Minuten. Seine Premiere erlebte er im April 1967 bei den Internationalen Kurzfilmtagen Oberhausen.

## Handlung
Lockenköpfchen ist ein Interviewfilm, in dessen Mittelpunkt ein junger glatzköpfiger Mann und seine Beziehungen zur Umwelt stehen. Selbstaussagen, Aussagen der Mutter und der Freunde machen den Grad der Frustration dieses Mannes deutlich und verweisen auf bestimmte gesellschaftliche Verhaltensweisen.

## Kritik
„Der Film […] ist nur scheinbar eine Analyse mit den Mitteln des Dokumentarfilms. Sein Realismus ist eine Fiktion, da alles, was gezeigt, gesagt oder bewiesen wird, erfunden, gestellt und manipuliert ist. Nichts ist hier echt oder wahr, auch wenn es noch so überzeugend […] wirken mag. […] Der Vorwurf der Spekulation kann Schamoni nicht erspart bleiben. Entweder er ist so naiv zu glauben, daß zwei im Vor- und Nachspann des Films enthaltene Hinweise auf die fiktive Story zur Information des Zuschauers ausreichen, oder aber er kalkuliert das Mißverstehen und damit die falschen Reaktionen bewußt ein, um sich darüber zu freuen, daß das Publikum ihm „auf den Leim“ geht.“